# Peter II (mèo)
Peter II (tháng 10 năm 1946 - ngày 27 tháng 6 năm 1947) là một chú mèo đen được bổ nhiệm làm Trưởng quan Bắt Chuột tại Văn phòng Nội các vào năm 1946 và 1947, dưới thời của Clement Attlee. Peter II đảm nhận vai trò không chính thức từ chú mèo tiền nhiệm, Nelson. Chú mèo con phục vụ một nhiệm kỳ ngắn, có công việc là bắt chuột, khoảng sáu tháng sau thì chú mèo đã bị một chiếc ô tô do R. B. Bisgcod lái ở Whitehall đâm lúc 3:15 sáng và qua đời ngay sau đó.
Peter II được kế vị bởi Peter III, vào tháng 8 năm 1947.